# Nadieżda Burłakowa
Nadieżda Walentinowna Burłakowa z d. Szamakowa (ros. Надежда Валентиновна Бурлакова z d. Шамакова; ur. 17 lutego 1959 w Tabaszynie) – radziecka biegaczka narciarska, zawodniczka klubu Trud Leningrad.
W Pucharze Świata zadebiutowała 10 lutego 1983 roku w Sarajewie, zajmując trzecie miejsce w biegu na 5 km. Tym samym nie tylko zdobyła pierwsze pucharowe punkty, ale też od razu stanęła na podium. W zawodach tych wyprzedziły ją jedynie Blanka Paulů z Czechosłowacji i Norweżka Anne Jahren. Było to jej jedyne podium w zawodach tego cyklu. Najlepsze wyniki osiągnęła w sezonie 1983/1984, kiedy zajęła 14. miejsce w klasyfikacji generalnej.
W 1984 roku wzięła udział w igrzyskach olimpijskich w Sarajewie, gdzie zajęła czwarte miejsce w sztafecie, dziewiąte w biegu na 10 km oraz czternaste w biegu na 5 km. Nigdy nie wystąpiła na mistrzostwach świata.

## Osiągnięcia

### Igrzyska olimpijskie
| Miejsce | Dzień     | Rok  | Miejscowość | Konkurencja             | Czas biegu | Strata  | Zwyciężczyni          |
| ------- | --------- | ---- | ----------- | ----------------------- | ---------- | ------- | --------------------- |
| 9.      | 9 lutego  | 1984 | Sarajewo    | 10 km stylem klasycznym | 31:44,2    | +1:11,6 | Marja-Lisa Hämälainen |
| 14.     | 12 lutego | 1984 | Sarajewo    | 5 km stylem klasycznym  | 17:04,0    | +57,7   | Marja-Lisa Hämälainen |
| 4.      | 15 lutego | 1984 | Sarajewo    | Sztafeta 4 × 5 km       | 1:06:49,7  | +1:05,3 | Norwegia              |

### Puchar Świata

#### Miejsca w klasyfikacji generalnej
- sezon 1982/1983: 17.
- sezon 1983/1984: 14.
- sezon 1986/1987: 52.

#### Miejsca na podium
| Nr | Dzień     | Rok  | Miejscowość | Konkurencja            | Czas biegu | Miejsce | Strata | Zwyciężczyni |
| -- | --------- | ---- | ----------- | ---------------------- | ---------- | ------- | ------ | ------------ |
| 1. | 10 lutego | 1983 | Sarajewo    | 5 km stylem klasycznym | ?          | 3.      | ?      | Blanka Paulů |